# Pasar Minggu
Pasar Minggu è un sottodistretto (in indonesiano: kecamatan) di Giacarta Meridionale, che a sua volta è una suddivisione di Giacarta, la capitale dell'Indonesia.

## Suddivisioni
Il sottodistretto è suddiviso in sette villaggi amministrativi (in indonesiano: kelurahan):
- Pejaten Barat
- Pejaten Timur
- Pasar Minggu
- Kebagusan
- Jati Padang
- Ragunan
- Cilandak Timur